# Campeonato Europeo de Curling Masculino de 1995
El XXI Campeonato Europeo de Curling Masculino se celebró en Grindelwald (Suiza) entre el 9 y el 16 de diciembre de 1995 bajo la organización de la Federación Mundial de Curling (WCF) y la Federación Suiza de Curling.
Las competiciones se realizaron en el Sportzentrum de la ciudad suiza.